# Singapore sling
För andra betydelser, se Singapore Sling (olika betydelser).
Singapore sling är en ginbaserad drink som uppfanns någon gång mellan 1910 och 1915 på Raffles Hotel i Singapore. Drinken skapades av bartendern Ngiam Tong Boon och är en typ av long drink. Originalreceptet publicerades i artiklar om Raffles Hotel och var annorlunda än det som idag serveras som en Singapore Sling. Det fanns också olika typer av Singapore Slings — de som serverades runt om i Singapore och de som serverades på Raffles hotell. Originalreceptet innehöll gin, körsbärslikör och Benedictine. Drinken skakades och hälldes upp i ett glas och toppades till sist med club soda.
Det nuvarande receptet som används på Raffles Hotell är en modifierad version som ändrades någon gång på 1970-talet av Ngiam Tong Boons nevö.
Drinken är en officiell cocktail inom internationella bartenderorganisationen (IBA).